# Villa-musée de Valeria Barssova
La villa-musée de Valeria Barssova (Да́ча-музе́й В. В. Ба́рсовой) est une villa, devenue musée, où demeurait la cantatrice russe et artiste du peuple d'URSS, Valeria Barssova (1892-1967). Elle se trouve dans le district de Khosta à Sotchi, station balnéaire au bord de la mer Noire en Russie. C'est une filiale du musée d'histoire de Sotchi.

## Histoire et description
La villa (ou datcha en russe) est construite sur les propres fonds de la cantatrice en 1947 dans le style mauresque. L'édifice en plus des pièces d'habitation comprend aussi une salle de concert pour cinquante personnes avec une scène.
La canatatrice a demeuré dans cette villa de 1947 à sa mort en 1967. Elle a fait don par testament du rez-de-chaussée à la ville de Sotchi.
La municipalité y installe de 1968 à 1985 une école artistique pour enfants. Le musée actuel y a ouvert ses portes le 9 janvier 1988. L'on peut visiter quatre salles pour une surface de 94 m2. Les objets exposés sont au nombre d'un millier environ. Le musée décrit la vie et la carrière de l'artiste. On y remarque aussi des articles ménagers des années 1940-1950.
Valeria Barssova bénéficiait d'une tessiture de soprano colorature lyrique. Elle a été formée au conservatoire de Moscou et est devenue soliste du MKhAT en 1919 et une an plus tard du Théâtre Bolchoï. Elle était surnommée par les critiques « le rossignol russe ».
Аdresse: 354000 Россия, г. Сочи, ул. Черноморская, 8; 354000 Russie, Sotchi, rue de la Mer Noire n° 8.